# Jens Napaattooq
Jens Esaias Napaattooq [jɛns eˈsajas naˈpaːˌtːɔːq] (nach alter Rechtschreibung Napãtôĸ; * 5. Juni 1966 in Ittoqqortoormiit) ist ein grönländischer Politiker (Naleraq).

## Leben

### Frühe Jahre
Jens Napaattooq besuchte von 1981 bis 1984 die Folkeskole in Frederikssund. Anschließend wurde er bis 1987 als Sprengmeister ausgebildet. Von 1988 bis 1990 war er Jäger, anschließend selbstständiger Handwerker und ab 1992 arbeitete er als Kiosk- und Grillbarbesitzer. Von 1996 bis 1997 war er Unterchef in einer KNI-Filiale.
Am 5. November 1995 heiratete er Grethe Dana Ane (* 1961). Mit seiner jetzigen Frau Margrethe Vetterlain hat er zwei Kinder (* 2007, 2013).

### Anfänge in der Politik
Jens Napaattooq kandidierte erstmals 1995 für die Inuit Ataqatigiit bei der Wahl zum Inatsisartut, wo er mit 128 Stimmen mehr als die Hälfte aller gültigen Stimmen in seinem Wahlkreis erhielt. Mit 28 Jahren war er das jüngste gewählte Mitglied der Wahlperiode, allerdings erklärte der Wahlprüfungsausschuss ihn nach Einblick ins Strafregister für unwählbar, woraufhin die Partei ihn zum Rücktritt aufforderte und sein Vertreter Evald Brønlund den Parlamentssitz übernahm. Jens Napaattooq war zuvor zweimal zu Gefängnisstrafen verurteilt worden. Erstmals wurde er 1986 wegen zwanzig Anklagepunkten über u. a. Diebstahl, Bedrohung, Beamtenbeleidigung und Schusswaffenmissbrauch verurteilt. Er hatte unter anderem auf eine Polizeistation geschossen. Er kam schließlich auf Bewährung frei, beging aber fünf neue Straftaten, darunter Körperverletzung, Bedrohung, Schusswaffenmissbrauch und Vandalismus, als er mit Freunden alle Straßenlaternen in Ittoqqortoormiit zerschoss. Die Bewertung des Wahlprüfungsausschusses stieß auf Kritik, sowohl aus der Bevölkerung als auch aus der Justiz. Bei einer Unterschriftensammlung stellte sich heraus, dass die Mehrheit der Bürger in Ittoqqortoormiit es als undemokratisch ansahen, dass einem demokratisch gewählten Politiker das Amt verwehrt wurde. Jens Napaattooq akzeptierte jedoch die Entscheidung und entschloss sich, sich auf die Kommunalpolitik zu konzentrieren.
Er kandidierte also 1997 bei der Kommunalwahl für die Siumut und erhielt 72 Stimmen, womit er zum Bürgermeister der Gemeinde Ittoqqortoormiit wurde, wobei er mit 30 Jahren auch zeitgleich der jüngste Bürgermeister Grönlands war.
Nach der Parlamentswahl 1999 konnte er auch ins Inatsisartut einziehen. Aus der Kommunalwahl 2001 ging er erneut als Bürgermeister hervor.
Bei der Parlamentswahl 2002 wurde er erneut ins Parlament gewählt. Im Januar 2004 wurde er für den zurückgetretenen Mikael Petersen zum Minister für Wohnwesen, Infrastruktur und Umwelt im Kabinett Enoksen III ernannt. Bereits im Juni 2005 wurde er seines Amts wieder enthoben, als bekannt wurde, dass er etwa 128.000 Dänische Kronen (etwa 17.200 Euro) Steuergelder veruntreut hatte, indem er davon essen ging oder Stripclubs besuchte. Im Jahr 2007 wurde er hierfür zu vier Monaten Gefängnis verurteilt.
2005 zog er sich aus der Politik zurück und war in den folgenden Jahren als Ladenfilialleiter in Upernavik tätig.

### Politisches Comeback
Bei der Parlamentswahl 2018 kehrte er in die Politik zurück und konnte mit 128 Stimmen erneut einen Sitz im Inatsisartut erlangen, diesmal für die Partii Naleraq. Erneut wurde der Wahlprüfungsausschuss aktiv, erklärte ihn allerdings für wählbar.
Bei der Wahl 2021 wurde er wiedergewählt und erhielt erneut einen Platz im Inatsisartut. Zugleich wurde er bei der Kommunalwahl auch in den Rat der Avannaata Kommunia gewählt. Kurz nach der Wahl wurde ein Video eines Familienstreits bei Jens Napaattooq veröffentlicht, woraufhin er auf Druck der Opposition seinen Posten als neuernannter Vorsitzender des Finanzausschusses und des Fischerei- und Jagdausschusses wieder verlor und sich kurzzeitig im Parlament und Kommunalrat beurlauben ließ. Die Siumut zeigte ihn daraufhin bei der Polizei an, die die Ermittlungen jedoch einstellte. Er selbst begab sich anschließend in eine Alkohol- und Familientherapie. Am 25. Juni 2022 wurde er zum Vizeparteivorsitzenden der Naleraq gewählt. 2024 wurde er erneut von der Siumut angezeigt, nachdem er vertrauliche Informationen aus dem Fischereiausschuss an den Direktor von Polar Seafood, Bent Salling, weitergegeben hatte. Er selbst zeigte daraufhin den Parteivorsitzenden Erik Jensen an, weil dieser das Telefongespräch, das auf dem Balkon von Jens Napaattooq stattfand, heimlich gefilmt hatte. Das Parlamentspräsidium sah Jens Napaattooqs Verhalten nicht als Bruch der Schweigepflicht an.
Bei der Wahl 2025 erhielt er die drittmeisten Stimmen seiner Partei und konnte seinen Parlamentssitz somit verteidigen. Er wurde zudem wieder in den Rat der Avannaataa Kommunia gewählt.